# Actinodaphne kinabaluensis
Actinodaphne kinabaluensis är en lagerväxtart som beskrevs av André Joseph Guillaume Henri Kostermans. Actinodaphne kinabaluensis ingår i släktet Actinodaphne och familjen lagerväxter. Inga underarter finns listade i Catalogue of Life.